# Powstanie sabaudzkie

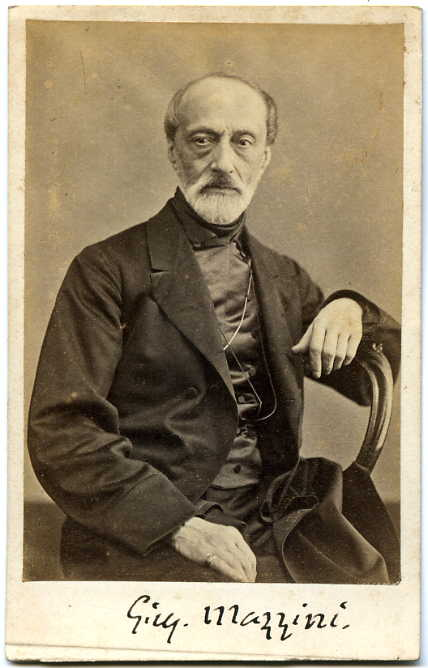
Giuseppe Mazzini (dagerotyp z ok. 1870 roku)

Powstanie sabaudzkie – powstanie przeciw Królestwu Sardynii w lutym 1834 roku kierowane przez włoskiego radykała i rewolucjonistę Giuseppe Mazziniego. Miało ono na celu obalenie króla Karola Alberta i ustanowienie w Sabaudii i Piemoncie liberalnej republiki świeckiej, co miało być pierwszym etapem na drodze do wyzwolenia i zjednoczenia całych Włoch. Wciągnięci w plany Mazziniego zostali karbonariusze, jak i liczni zapaleńcy, a wśród nich rozpoczynający swą rewolucyjną karierę Giuseppe Garibaldi.
Plan Mazziniego, który był cywilem i laikiem jeśli chodzi o prowadzenie działań bojowych, zakładał zaangażowanie w spisek licznych osiadłych w Szwajcarii polskich wojskowych, uczestników powstania listopadowego, którzy uchodzili w jego oczach za ekspertów w dziedzinie obalania autorytarnych reżimów. W tym celu wciągnął do spisku kilkudziesięciu Polaków oraz generała Ramorinę, przed którym to wyborem przestrzegali zwłaszcza Polacy, znający niechlubną kartę generała w powstaniu. Dla Mazziniego liczył się tylko cel - wywołanie powstania w Genui, a następnie w całym królestwie, spodziewał się bowiem, że rewolucja wybuchnie automatycznie, gdy tylko hasła wyzwolenia spod tyranii zostaną wsparte pierwszymi konkretnymi działaniami spiskowców.
Celem przygotowania wybuchu powstania, do Genui skierowano kilku konspiratorów, w tym Garibaldiego, który - jako oficer marynarki handlowej - miał zaciągnąć się i prowadzić agitację we flocie wojennej. Tymczasem grupy spiskowców od samego początku były pod obserwacją wywiadu, przede wszystkim austriackiego. Wiedeń poinformował o wszystkim władze szwajcarskie, sardyńskie i francuskie.
Wyprawa Mazziniego i Ramoriny na czele garstki 200 ludzi skończyła się na przełomie stycznia i lutego 1834 całkowitym niepowodzeniem (nie dotarli nawet do granicy szwajcarsko-sabaudzkiej), a jej pośrednim efektem było wydalenie ze Szwajcarii wszystkich polskich wojskowych-imigrantów. Podobnie nie doszło do wybuchu powstania w nasyconej wojskiem i policją Genui, gdzie poszczególni konspiratorzy działali w osamotnieniu i gdzie do oczekiwanego wybuchu rewolucji nie doszło. 
Garibaldi zmuszony został do ucieczki w przebraniu i schronienia - pod zmienionym nazwiskiem - w Marsylii.